# عطا طاهری بویراحمدی
کی‌عطا طاهری بویراحمدی (زادهٔ ۱۳۰۷ تل خسرو– درگذشته ۹ فروردین ۱۳۹۷) کنشگر سیاسی، نویسنده و تاریخ‌نگار و یکی از شخصیت‌های تأثیرگذار در تاریخ معاصر کهگیلویه و بویراحمد بود.

## زندگی نامه
عطا طاهری بویراحمدی که معمولاً به نام کی‌عطا طاهری شناخته می‌شود، کنشگر سیاسی، نویسنده، و تاریخ‌نگار ایرانی ساکن یاسوج بود. پدرش کی‌مکی‌تاس احمدی فردی باسواد از اشراف ایل بویراحمد بود که به دست برادرش و به هدف گرفتن جایزه به قتل رسید. مادر کی‌عطا دختر کریم خان بهادر قدرت‌مندترین خان‌های تاریخ کهگیلویه و بویراحمد بود. کوچ کوچ، درخت را نکشید، و ممیرو از مهمترین تألیفات این نویسندهٔ کهگیلویه و بویراحمدی بود. وی از فعالان سیاسی طرفدار جبههٔ ملی و مصدق بود و به همراه خسرو خان بویراحمدی دیدارهای با محمد مصدق و سید ابوالقاسم کاشانی داشتند. پس از کودتا ۱۳۳۲ عطا طاهری وارد دانش سرا ی عشایری می‌شود، وی در سال ۱۳۵۱ نامزد بویراحمد برای کرسی مجلس می‌شود و پس از پیروزی قطعی در انتخابات، شاه نمایندهٔ خود به نام فرهاد پور را جایگزین وی می‌کند (چاپ شده در روزنامه اطلاعات سال ۱۳۵۱). او به فعالیت‌های سیاسی خود ادامه می‌دهد و از متنفذترین افراد بویراحمد و کهگیلویه در دربار شاه می شود در همین اثنا زمینه را برای ساخت یک شهر در دشتی خالی و خرابه های قدیمی مربوط به دوران صفوی به نام دهدشت اماده می کند .۲ سال قبل از انقلاب با حکومت پهلوی به مخالفت برمی‌خیزد. در سال ۱۳۹۳ کتاب کوچ کوچ کی‌عطا به عنوان کتاب برتر دهه هشتاد برگزیده شد. این کتاب را انتشارات سخن معرفی کرده‌است و بخش‌هایی از این کتاب به زبان‌های دیگر برگردان شده‌است.